# Slaget om Attu
Slaget om Attu fandt sted fra 11. maj til 30. maj 1943 om Attu ud for Alaskas kyst, som en del af Aleuterneskampagnen i Stillehavskrigen under 2. verdenskrig.
Slaget blev udkæmpet udelukkende mellem USA og Kejserriget Japan, og var dermed det eneste landslag i Stillehavskrigen, der blev udkæmpet på et område, der var et amerikansk inkorporeret territorium. Det er også det eneste slag, hvor japanske og amerikanske styrker kæmpede under arktiske forhold.

## Slaget
I slaget gik en styrke, primært med amerikanske soldater, i land på Attu med det mål at genvinde øen fra de japanske styrker under ledelse af Yasuyo Yamasaki, som havde holdt øen besat siden oktober 1942.
De japanske tropper på øen satte et mere effektivt forsvar op, end amerikanerne havde forventet. De arktiske vejrforhold forårsagede mange tilfælde af forfrysninger og andre eksponeringrelaterede skader blandt de amerikanske tropper, som ikke var vant til de klimatiske forhold. Med noget besvær var amerikanerne i stand til at tvinge Yamasakis mænd ind i en lomme nær øens kyst.
Yamasaki og hans resterende styrker startede en overraskelsesmodangreb med et banzaiangreb, der brød igennem de forreste amerikanske linjer. Japanske tropper gik ind i hånd-til-håndkamp med chokerede amerikanske reserveechelonmænd, indtil de fleste af japanerne blev dræbt. Dette angreb afsluttede derfor slaget om øen. Kun 29 af de 2.900 japanske forsvarere overlevede og blev taget til fange.

## Efterfølgende
Attu var det sidste slag på landjorden i kampagnen om Aleuterne. Det lykkedes japanerne at evakuere deres garnison på den nærliggende ø Kiska den 28. juli 1943 uden at amerikanerne bemærkede det, hvilket bragte en ende på den japanske tilstedeværelse i Aleuterne.
Nederlaget kom kort efter Isoroku Yamamotos død og forstærkede dens demoraliserende virkninger. Der blev lavet forsøg med propaganda for at vise angrebet som en inspirerende heltehistorie.

## Eksterne links
- http://www.almc.army.mil/alog/issues/MayJun03/MS778.htm Arkiveret 2. marts 2008 hos  Wayback Machine af Robert E. Burks.
- http://users.commkey.net/fussichen/otdaleu.htm Arkiveret 26. april 2005 hos  Wayback Machine
- (engelsk) Aleutian Islands War
- (engelsk) Red White Black & Blue Arkiveret 11. september 2017 hos  Wayback Machine – indslagsdokumentar om Slaget om Attu i Aleuterne under 2. verdenskrig
  - PBS Independent Lens-præsentation af Red White Black & Blue Arkiveret 19. oktober 2011 hos  Wayback Machine – skabelsen af og andre midler
- (engelsk) US Army Infantry Combat pamphlet- Part Two: Attu
- (engelsk) Oral history interview with Robert Jeanfaivre, navy veteran who took part in the Battle of Attu Arkiveret 22. maj 2020 hos  Wayback Machine from the Veterans History Project at Central Connecticut State University
- (engelsk) En japansk læges dagbog, der blev dræbt på Attu